# Hornigi
Hornigi – wieś sołecka w Polsce położona w województwie mazowieckim, w powiecie grójeckim, w gminie Warka.
W roku 1795 obecna wieś notowana jako kolonia, nazwa pochodzi od niemieckiej nazwy Hornig. W roku 1827 należy do dóbr Gośniewice. W roku 1827 we wsi było 8 domów i 79 mieszkańców. Natomiast około roku 1880 we wsi było 14 osad włościańskich na 322 morgach.
Jako wieś notowana od roku 1882. Dawna nazwa Gornigi, na mapach z końca XIX w. jest też naniesiona pod nazwą Kopiec.
W XIX w. wieś należała do folwarku Gośniewice 1A. i do gminy Nowa Wieś. W latach 1800–1880 wieś należała do klucza dóbr Gośniewice–Hornigi–Prusy, których właścicielem był Szymon Michalczowski i jego potomkowie. Zmieniono nazwę wsi z Kopiec na Hornig od nazwiska panieńskiego żony Szymona, Tekli Hornig. 
W latach 1975–1998 miejscowość administracyjnie należała do województwa radomskiego.